# Festivalbar 1970
Il settimo Festivalbar si svolse nel 1970 ad Asiago.
Venne condotto dal patron del festivalbar Vittorio Salvetti.
Il vincitore dell'edizione fu Lucio Battisti con Fiori rosa fiori di pesco.
A vincere la categoria giovani fu Christian con Firmamento

## Cantanti partecipanti
- SERIE ROSA (Big)
  - 1. Lucio Battisti - Fiori rosa, fiori di pesco
  - 2. Orietta Berti - Fin che la barca va
  - 3. Patty Pravo - Per te
  - Al Bano - Quel poco che ho
  - Gigliola Cinquetti - Solo un momento d'amore
  - Joe Dassin - Les Champs Elysées
  - Tony Del Monaco - Cuore di bambola
  - Franco IV e Franco I - Tu bambina mia
  - Robin Gibb - August october
  - Enzo Jannacci - Mexico e nuvole
  - Fausto Leali - Ave Maria no morro
  - Nada - Bugia
  - Carlos Rico - Gioca bambino
  - Mario Tessuto - Blu notte blu
  - Wess - Tu che non mi conoscevi
- SERIE VERDE (Giovani)
  - 1. Christian - Firmamento
  - 2. Giuliano e i Notturni - Il ballo dei fiori
  - 3. Romina Power - Armonia
  - Paola Battista - Hai bruciato il mio cuore
  - Ico Cerutti - Il mondo di Arlecchino
  - Graziella Ciaiolo - Vedo lui
  - Joe Dolan - You're such a good looking woman
  - Dominga - Cieli azzurri sul tuo viso
  - Sergio Menegale - Odio e amo
  - Pilade - Tacatà
  - Rosalino - Passeggiata
  - Patrick Samson - Vola vola va
  - Armando Savini - Buttala a mare
  - Roberto Soffici - Il caldo tocco dell'amore
  - Le Voci Blu - Emanuela, Gianna, Luisella
- SERIE GIALLA (Complessi)
  - 1. Aphrodite's Child - It's five o' clock
  - 2. Camaleonti - Ti amo da un'ora
  - 3. Dik Dik - L'isola di Wight
  - Alluminogeni - L'alba di Bremit
  - I Califfi - Acqua e sapone
  - Ekseption - Julia
  - Equipe 84 - Il sapone, la pistola, la chitarra...
  - Formula 3 - Sole giallo, sole nero
  - Gens - Ancora e sempre
  - Led Zeppelin - Whole lotta love
  - Nuovi Angeli - Quando Giulia tornerà
  - Ricchi e Poveri - In questa città
  - Shocking Blue - Mighty Joe
  - Tee Set - Ma belle amie
  - The Trip - Una pietra colorata
- SERIE ORO (Classica)
  - 1. Solisti Veneti (diretti da Claudio Scimone) – Concerto Per Due Mandolini di Vivaldi
  - 2. Narciso Yepes – Concerto di Aranjuez di Rodrigo
  - 3. Arturo Benedetti Michelangeli – Sonata In Do Maggiore L104 di D. Scarlatti

## Altri premi
- Premio canzone: Christian con Firmamento
- Premio canzone: Aphrodite's Child con It's five o'clock
- Premio canzone: Solisti Veneti con Concerto per due mandolini di Vivaldi

## Ospiti alla serata finale
La serata finale (trasmessa in tv il 10 settembre) ha un cast di ospiti molto nutrito: da Piero Focaccia con PERMETTE SIGNORA a Morandi con OCCHI DI RAGAZZA. Da Claudio Baglioni con UNA FAVOLA BLU ai Rare Bird con il successo del momento SIMPATHY. E ancora Little Tony (CUORE BALLERINO) ed Aznavour (ED IO TRA DI VOI e TI LASCI ANDARE).

### Direzione artistica
Vittorio Salvetti

### Organizzazione
RAI